# Киотски университет
Киотският университет (на японски: 京都大学) е национален университет в Киото, Япония.
Той е хронологично 2-рият университет в страната и сред най-високо оценяваните университети в Азия. Известен е с добрите си изследователски кадри, сред които 19 нобелови лауреати и 2 филдсови медалисти. Това е университетът в Азия с най-много нобелови лауреати.
Университетът е разделен на 10 факултета.

## История
Предшественикът на университета е Химическото училище (на японски: 舎密局), основано в Осака през 1869 г., което, въпреки името си, преподава и физика. През 1886 г. на негово място е основано Трето висше училище, след което то е поместено в днешния главен кампус на университета.
Киотският императорски университет (на японски: 京都帝國大學) е основан на 18 юни 1897 г. като част от системата императорски университети в страната, използвайки сградите на Третото висше училище. С основаването на университета е създаден Колеж по наука и технология. Колежът по право и Колежът по медицина са основани през 1899 г. През 1949 г. към университета е инкорпориран Колеж по либерални изкуства.
След края на Втората световна война е основан текущия Киотски университет чрез сливането на императорския университет и Третото висше училище. От 2004 г. университетът е инкорпориран като национален университет под нов закон, важащ за всички национални университети. Това води до повишена финансова независимост и автономия на университета, но той все още частично се управлява от японското Министерство на образованието, културата, спорта, науката и технологията.
Департаментът по геофизика на университета и неговият изследователски институт са част от националния Координационен комитет за прогнозиране на земетресения.